# Begoña (nome)
Begoña  è un nome proprio di persona spagnolo e basco femminile.

## Varianti
- Femminile: Begonia[1]

### Varianti in altre lingue
- Catalano: Begònia[1]

## Origine e diffusione

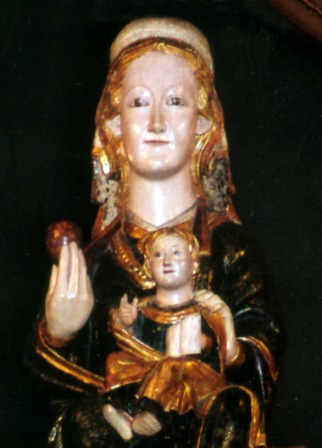
Nostra Signora di Begoña

Il nome deriva dal termine basco begoina, che significa "collina più alta" (cfr. anche il distretto di Bilbao chiamato Begoña).
Si diffuse attraverso la venerazione verso la Nostra Signora di Begoña, dichiarata nel 1903 patrona di Bilbao e della Biscaglia da Papa Pio X.

## Onomastico
Le persone che portano questo nome festeggiano l'onomastico l'11 ottobre, giorno in cui si ricorda la Nostra Signora di Begoña.

## Persone
- Begoña Ameztoy, pittrice e scrittrice spagnola
- Begoña Fernández, pallamanista spagnola
- Begoña García, cestista spagnola
- Begoña Izquierdo, pittrice spagnola
- Begoña Vía-Dufresne, velista spagnola

## Il nome nelle arti
- Begoña Valverde è un personaggio della serie televisiva Il sospetto (Bajo sospecha, 2015-...), interpretato dall'attrice María Cotiello [3]